# Daphne rhynchocarpa
Daphne rhynchocarpa är en tibastväxtart som beskrevs av C.Y. Chang. Daphne rhynchocarpa ingår i släktet tibaster, och familjen tibastväxter. Inga underarter finns listade i Catalogue of Life.